# Travessias Imaginárias
Travessias Imaginárias é uma coletânea de dez ensaios, nos quais pesquisadores das literaturas de língua portuguesa contemporâneas fazem uma reflexão crítica a respeito de obras literárias produzidas em Portugal, Brasil, Angola, Moçambique e Cabo-Verde no século XX e nas primeiras décadas do século XXI. Trata-se de uma contribuição aos estudos de literatura comparada em língua portuguesa, organizada por Mirna Queiroz. 
Os seus principais temas são autoficção em obras portuguesas e em obras de escritoras angolanas, breves panoramas da produção ficcional de Moçambique e de Cabo-Verde após a independência, a ficção científica brasileira contemporânea, o diálogo entre imagem e texto em livros ilustrados para crianças, o romance de formação, a relação com a morte e as novas poéticas manifestadas em romances contemporâneos.
As inter-relações entre as obras das literaturas de língua portuguesa colocadas em diálogo neste livro tornam possível detectar as suas linhas de força assim como as confluências e diferenças literário-culturais.

## Ensaios

### A vida está lá, na escrita? Espaços biográficos na prosa portuguesa contemporânea
Sabrina Sedlmayer, após discutir e conceituar o termo autoficção como “diferentes tipos textuais em primeira pessoa”, investiga as características, as transformações e os questionamentos que seis importantes escritores portugueses contemporâneos imprimiram à escrita de si em certas obras: José Luís Peixoto em Autobiografia; Vergílio Ferreira em Conta-corrente, Jorge de Sena em Sinais de fogo, Herberto Helder em Photomaton & vox, Dulce Maria Cardoso em O retorno e Isabela Figueiredo em Cadernos de memórias coloniais.

### Duas vozes da nova geração literária de mulheres angolanas: Luaia Gomes Pereira e Djaimilia Pereira de Almeida
Luís Kandjimbo contribui para os estudos literários da diáspora africana ao comparar os efeitos dos romances escritos por mulheres negras em dois espaços diferentes: Luanda e Portugal. Analisa as práticas textuais de autoficção produzidas por duas escritoras angolanas, pertencentes à mesma geração literária: Luaia Gomes Pereira e Djaimilia Pereira de Almeida. A primeira em Todos nós fomos distantes e a segunda em Esse cabelo preocupam-se tanto em dar voz às figuras femininas quanto em tematizar o corpo da mulher “no espaço e nos lugares onde se inscreve”.

### Panorama (muito geral) da ficção narrativa moçambicana contemporânea
Fátima Mendonça reconstitui o processo de formação da literatura moçambicana contemporânea, a qual é marcada fortemente por narrativas que procuram estabelecer uma literatura nacional, a partir dos parâmetros estabelecidos pelo Partido Frelimo e pela Associação dos Escritores Moçambicanos (AEMO), utilizando como procedimento o entrecruzamento entre fatos históricos e fatos fictícios e a inserção da oralidade no escrito. Muitas dessas obras reencenam o período da guerra pela independência (1964-1975) e o da guerra civil (1976-1992). Ao longo do ensaio, a autora comenta as condições de produção de obras publicadas de três gerações literárias, de 1970 até 2019, o que torna este ensaio um breve panorama desta literatura pós-colonial.

### O “esquecimento da morte” ou a catábase em Nicodemos Sena e Calane da Silva
António Cabrita pesquisa minuciosamente a relação com a morte e o processo de saída do Inferno em dois livros contemporâneos de notável linguagem poética: a novela A Mulher, o Homem e o Cão, publicada em 2009, pelo escritor brasileiro Nicodemos Sena e o romance de formação Nyembète ou as Cores das Lágrimas, publicado em 2004, pelo escritor moçambicano Calane da Silva. O conceito fundamental deste ensaio é a ideia de uma catábase (descida aos infernos) às avessas, uma vez que em ambos os textos os protagonistas já se encontram numa região sombria e espectral.

### O peso da batina: modulações do Bildungsroman emO Outro Pé da SereiaeA Rainha Ginga
Ana Ribeiro escolhe dois romances O Outro Pé da Sereia, do moçambicano Mia Couto, e A Rainha Ginga, do angolano José Eduardo Agualusa, que recriam literariamente períodos da história desses países marcados pela chegada dos portugueses ao território. Após estabelecer que a “evolução da personagem é uma condição necessária” para que um texto seja considerado como romance de formação e vê-lo como fio comum entre os textos, analisa como os protagonistas inexperientes e jovens, durante suas viagens marítimas, são levados a questionar suas identidades e a passar por processos de transformação interior.

### Ficção científica brasileira contemporânea: uma leitura sobre Braulio Tavares e Lady Sybylla
Cristhiano Aguiar discute a tendência e as implicações da categoria literatura fantástica e o lugar da ficção científica diante dessas classificações. A partir disso, perscruta dois contos contemporâneos da ficção científica brasileira “Cão 1 Está Desaparecido”, de Lady Sybylla, e “O Molusco e o Transatlântico”, de Bráulio Tavares, os quais, à sua maneira, retomam os tradicionais temas da distopia e da viagem espacial.

### O molde oco: fôrmas e formas em Nuno Ramos
Clara Rowland analisa as figuras da sepultura, da exumação e do molde esvaziado no livro Ó, de Nuno Ramos, colocando-as em relação com a cena “a lenta exumação de um corpo” do filme Viaggio in Italia, de Roberto Rosselini e com as obras plásticas do artista, como a instalação 3 lamas (ai pareciam eternas), na qual réplicas das casas em que viveu o artista são parcialmente afundadas em três lamas de cores diferentes, compondo uma paisagem posterior à chuva, quando a lama prevalece, conjugando, no chão, terra e água, para, talvez, melhor dissolver as formas. Ao final do percurso, a autora formula a poética do livro com o termo “falso ensaio” usado pelo escritor para definir o livro.

### Rui Nunes e Maria Gabriela Llansol: nas margens da literatura
Maria João Cantinho analisa, por meio do escrutínio de suas obras, os aspectos que diferenciam o estilo de Maria Gabriela Llansol e o de Rui Nunes, escritores portugueses contemporâneos reconhecidos pela crítica e pela academia devido à “ousadia de desconstruir o paradigma clássico da narrativa”. A partir da observação e interpretação dos procedimentos literários dos autores, estabelece os elementos que aproximam a obra de ambos e permite a formulação de uma nova poética baseada numa “estética do fragmento”.

### O livro ilustrado: um campo de experimentação em Angela Lago e Catarina Sobral
Maria Schtine Viana examina como a composição das páginas e das cores de Vazio, da portuguesa Catarina Sobral, contribui para a narrativa assim como os efeitos da circularidade da imagem e da palavra no livro Cena de rua, da brasileira Angela Lago, relacionando-as com outras obras das escritoras Além disso, comenta a intertextualidade que há entre o livro Tão tão grande e o Tampinha das respectivas autoras citadas. O pano de fundo desta análise está na contextualização a respeito das contribuições de John Dewey, Jean Piaget e Vigotsky sobre a educação e a aprendizagem da criança, as quais influenciaram a produção do mercado editorial de livros destinados a esse público e, por fim, na reflexão sobre a singularidade da imagem nos tipos de livro ilustrado.

### Travessias imaginárias: literaturas de língua portuguesa em nova perspectiva. A escrita ficcional cabo-verdiana contemporânea
Manuel Brito-Semedo traça a trajetória do movimento literário cabo-verdiano no século XX em diálogo com o processo de independência nacional. Elenca e comenta as principais obras que colocam em cena visões do movimento claridoso assim como as questões suscitadas pela democracia e o multipartidarismo propostos nos anos 1990. Apresenta também considerações a respeito das obras das vozes mais representativas da ficção cabo-verdiana e um quadro com a produção ficcional de 1999 a 2019.